# Ridge Racer 7
Ridge Racer 7 — компьютерная игра в жанре гонок, разработанная и выпущенная компанией Namco Bandai Games эксклюзивно для PlayStation 3 в качестве одной из игр стартовой линейки. Является седьмой частью серии Ridge Racer.

## Игровой процесс
Игра представляет собой аркадный гоночный симулятор, в котором игрок принимает участие в заездах по кольцевым трассам. Основной механикой, традиционно для серии, является дрифт, использующийся для прохождения крутых поворотов и пополнения запаса закиси азота для последующего ускорения. Из нововведений, в этой части появилась возможность полной кастомизации автомобилей для того, чтобы улучшить характеристики автомобиля.
В игре имеется около 40 автомобилей, многие из которых были в Ridge Racer 6. В игре имеется 22 трассы, которые можно проехать в обратном направлении в зеркальном режиме. Игра работает в разрешении 1080p в 60 кадрах в секунду. Игра также поддерживает систему объёмного звука Dolby Digital 5.1 и бесплатные дополнения, которые можно скачать через PlayStation Network.
Традиционно для серии, игра использует технологию full motion video, а главную роль во внутриигровых заставках исполняет виртуальная грид-гёрл и маскот серии Рэико Нагасэ.
В Ridge Racer 7 можно разблокировать аркадную игру Xevious.

### Режимы игры
Режимы в Ridge Racer 7:
Одиночная игра:
- Ridge State Grand Prix — основной режим игры.
- Manufacturer’s Trials — специальная гонка, в которой игрок может модернизировать свой автомобиль.
- UFRA Single Event — специальная гонка с ограничениями[2].
- Extreme Battle — гонка с боссами, имеет повышенный уровень сложности.

Мультиплеер:
- Global Time Attack — режим, где игроки пытаются доехать до финиша как можно быстрее и публикуют своё лучшее время прохождения круга.
- Standard Race — стандартная гонка через Интернет до 14 игроков.
- Pair Time Attack — по аналогии с Global Time Attack, только здесь играют в командах.
- Team Battle — командная игра с системой очков .
- Pair Battle — игроки делятся на две команды, и командой-победителем становится та, которая проедет все гонки за наименьшее время.
- UFRA Special Event — набор из 25 дополнительных мероприятий, которые отличаются более высокой сложностью, чем в Ridge State Grand Prix.
- Multi Race — режим для двух игроков на одном экране.

### Рейтинговая система
Глобальная рейтинговая система используется для ранжирования игроков. Она использует сочетание «очков славы» (англ. Fame Points), внутриигровой валюты и «Online Battle Points» — очков, получаемых в онлайн гонках.

## Разработка и выпуск
Игра была впервые анонсирована на выставке E3 2006, а первый полноценный трейлер игры был показан на Tokyo Game Show 2006.
22 марта 2007 года Namco выпустила загружаемый контент для Ridge Racer 7 через PlayStation Network. Данный контент включает в себя режим UFRA Single Event и специальные наклейки для украшения автомобиля. Также 1 июня того же года были выпущены 4 набора песен по 5 треков в каждом.
В октябре 2010 года было выпущено обновление для игры под названием Ridge Racer 7 3D License Version, которое позволяет использовать технологию Stereoscopic 3D для игры с 3D-очками.

## Оценки и мнения
| Сводный рейтинг           | Сводный рейтинг         |
| Агрегатор                 | Оценка                  |
| ------------------------- | ----------------------- |
| GameRankings              | 79,47 %                 |
| Metacritic                | 78/100                  |
| Иноязычные издания        |                         |
| Издание                   | Оценка                  |
| Edge                      | 6/10                    |
| EGM                       | 6,83/10                 |
| Eurogamer                 | 7/10                    |
| Famitsu                   | 36/40                   |
| Game Informer             | 8/10                    |
| GamePro                   | [ 14 ]                  |
| GameSpot                  | 8/10                    |
| GameSpy                   | [ 16 ]                  |
| GameTrailers              | 7,8/10                  |
| GameZone                  | 8,5/10                  |
| IGN                       | (US) 8,3/10 (UK) 7,9/10 |
| OPM                       | 6/10                    |
| The Sydney Morning Herald | [ 21 ]                  |

Согласно Metacritic, игра получила «в основном положительные» отзывы от критиков.